# Aenictus raptor
Aenictus raptor är en myrart som beskrevs av Auguste-Henri Forel 1913. Aenictus raptor ingår i släktet Aenictus och familjen myror. Inga underarter finns listade i Catalogue of Life.